# KrAZ-257
Der KrAZ-257 (ukrainisch КрАЗ-257) ist ein Lastkraftwagen des sowjetischen und später ukrainischen Herstellers KrAZ. Er wurde von 1965 bis 1995 produziert und danach vom KrAZ-260 und anderen Typen abgelöst. Bei dem Fahrzeug handelt es sich um die vorwiegend zivil genutzte Ausführung des deutlich bekannteren KrAZ-255.

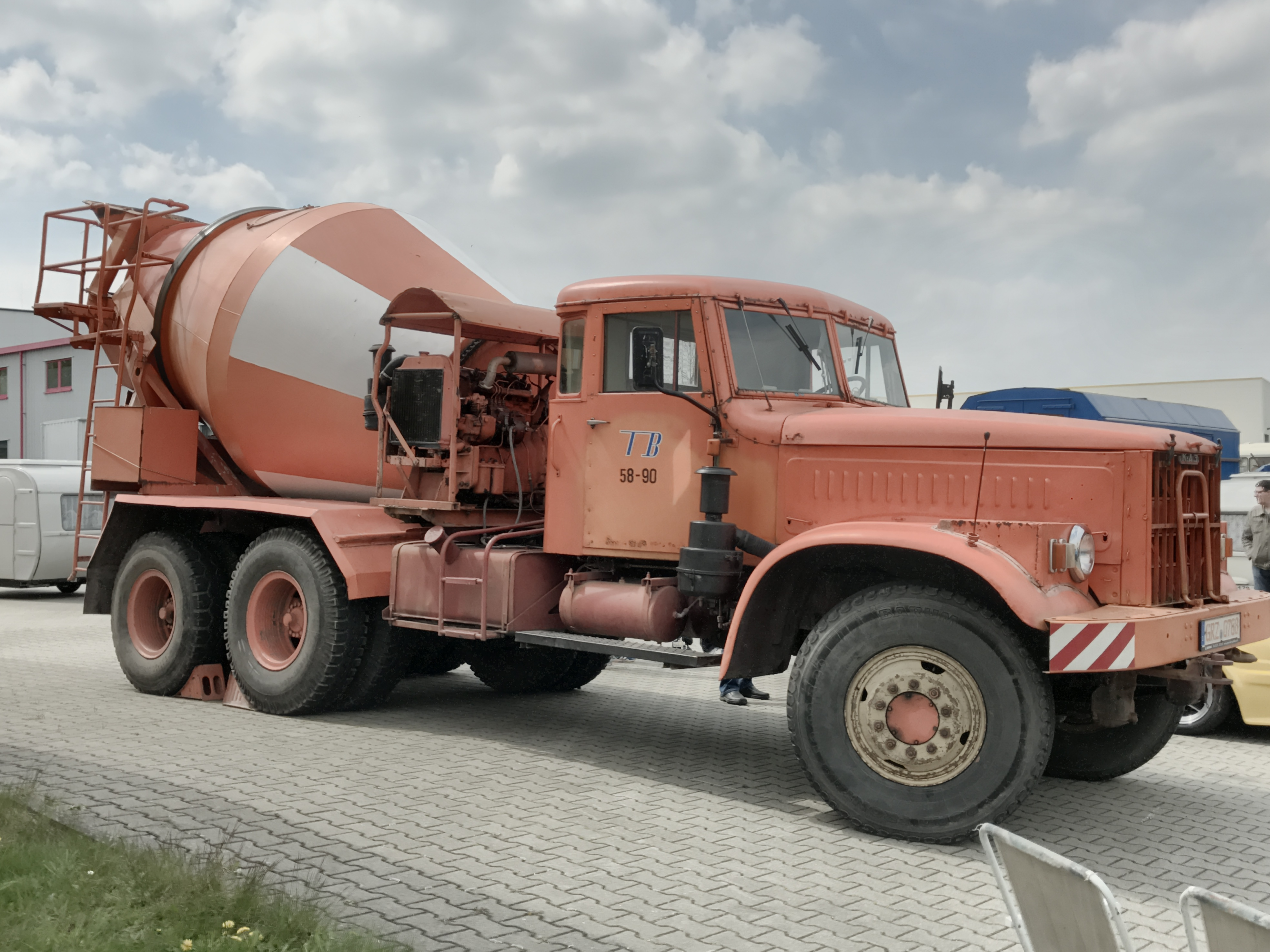
KrAZ-257 mit Betonmischeraufbau auf einem Oldtimertreffen in Hartmannsdorf (2017)

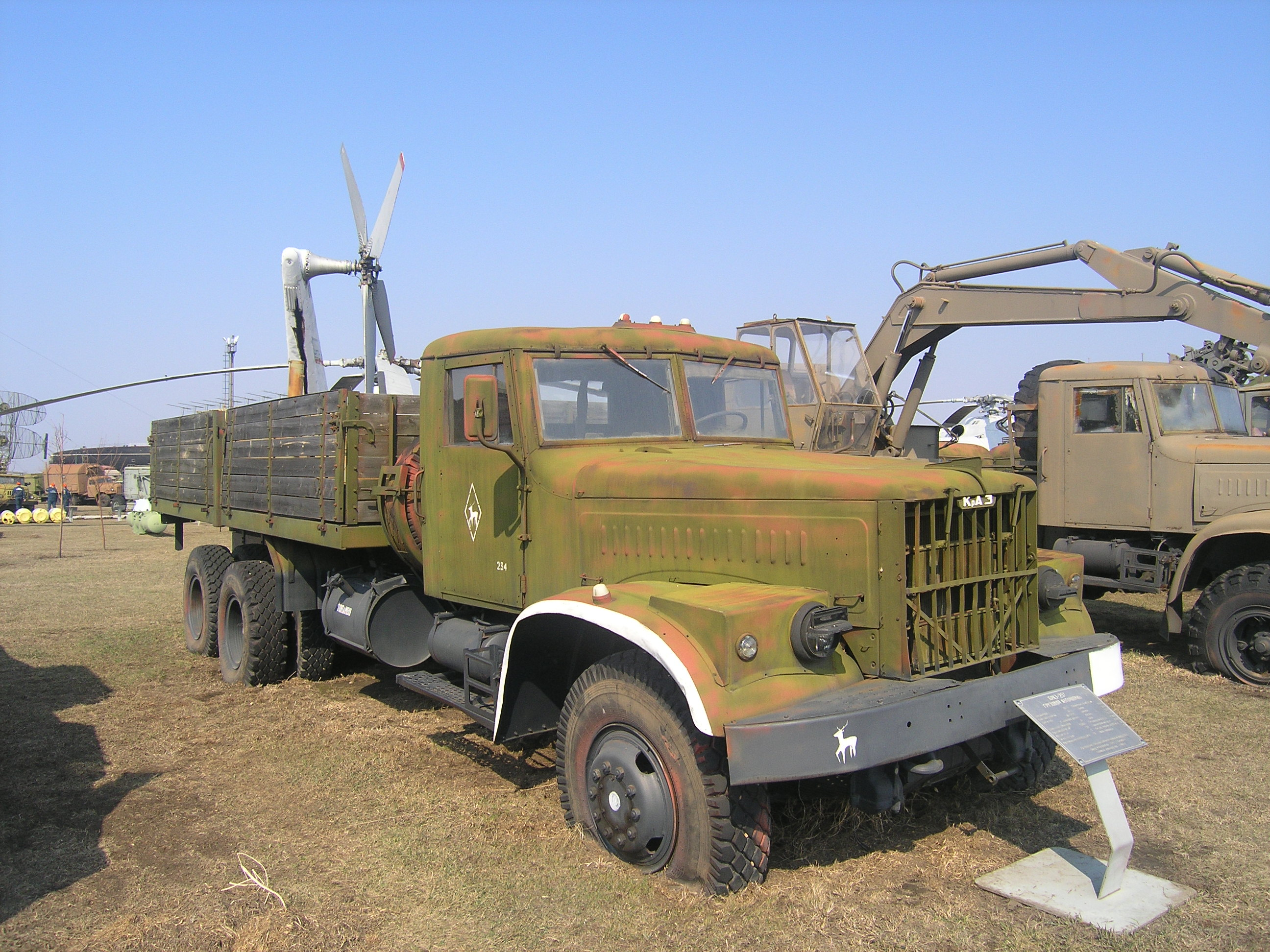
KrAZ-257 mit Pritschenaufbau in einem russischen Museum (2010)

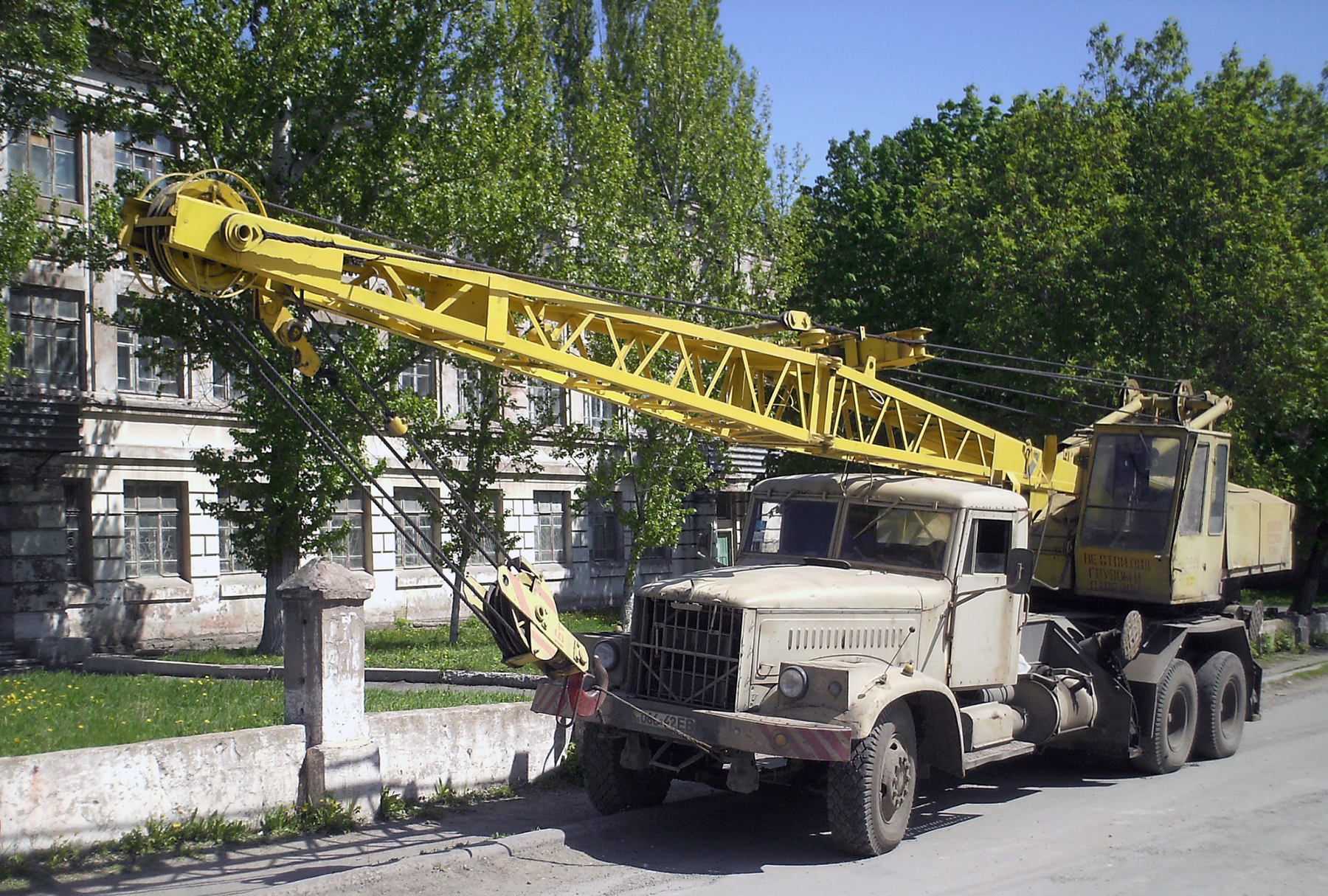
KrAZ-257 mit Kranaufbau (2008)

## Fahrzeuggeschichte
Bereits seit 1959 wurde das ähnliche Vorgängermodell KrAZ-219 gefertigt. Optisch unterschieden sich die beiden Lastwagen zunächst nur dadurch, dass das zusätzliche Gitter vor dem Kühlergrill und den Lampen des KrAZ-219 entfiel. Später wurden die Frontscheinwerfer beim KrAZ-257 in eigenen, auf den Kotflügeln befestigten, eckigen Blechgehäusen untergebracht. An technischen Änderungen ist vor allem zu nennen, dass der Sechszylindermotor JaAZ-M206A des KrAZ-219 durch den deutlich leistungsfähigeren Achtzylinder-Dieselmotor JaMZ-238 ersetzt wurde, der aber noch immer aus dem Jaroslawski Motorny Sawod zugeliefert wurde.
Die Grundversion KrAZ-257 wurde von 1965 bis etwa 1977 gefertigt. Seit der zweiten Hälfte der 1970er-Jahre gab es eine überarbeitete Version KrAZ-257B, die sich hauptsächlich durch ein geändertes Bremssystem vom Ausgangsmodell unterscheidet. Gelegentlich wird sie auch unter der Modellbezeichnung KrAZ-257B1 geführt. Die Produktion wurde je nach Quelle zwischen 1991 und 1995 eingestellt. Als Nachfolger war der KrAZ-250 vorgesehen, der jedoch selbst nur bis 1992 gebaut wurde.
Es existieren mit dem KrAZ-256B (Muldenkipper) und dem KrAZ-258 (Sattelzugmaschine bzw. Zugmaschine mit Ballast) noch zwei ähnliche Modelle.

## Technische Daten
Für den KrAZ-257 der ersten Generation.
- Motor: Achtzylinder-Viertakt-Dieselmotor, V8
- Motortyp: JaMZ-238
- Leistung: 240 PS (176,5 kW) bei 2100 min−1
- Drehmoment: 883 Nm bei 1500 min−1
- Hubraum: 14,86 l
- Bohrung: 130,0 mm
- Hub: 140,0 mm
- Verdichtung: 16,5:1
- Motorgewicht: 1070 kg
- Getriebe: mechanisches Schaltgetriebe, 5 Vorwärtsgänge, 1 Rückwärtsgang
- Untersetzungsgetriebe: 2 Stufen
- Treibstoffverbrauch: 36 l/100 km
- Höchstgeschwindigkeit: 70 km/h
- Anlasser: Typ ST103, 9,5 PS
- Lichtmaschine: 24 V, 500 W
- Antriebsformel: 6×4

Abmessungen und Gewichte
- Länge: 9660 mm
- Breite: 2650 mm
- Höhe: 2620 mm (Fahrerhaus)
- Radstand: 5050 + 1400 mm
- Höhe Ladekante: 1520 mm
- innere Abmessungen der Ladefläche (L × B × H): 5770 × 2480 × 825 mm
- Spurweite vorne: 1950 mm
- Spurweite hinten (Doppelbereifung): 1920 mm
- Wendekreis: 26,4 m
- Bodenfreiheit: 290 mm
- Leermasse: 11.130 kg
- Zuladung: 12.000 kg
- zulässiges Gesamtgewicht: 23.355 kg
- Achslast vorne: 4665 kg
- Achslast hinten (Doppelachse): 18.690 kg
- maximale Anhängelast: 16.600 kg
- Reifengröße: 12,00-20